# Cerapachys sulcinodis
Cerapachys sulcinodis é uma espécie de formiga do gênero Cerapachys.